# 印度風力發電

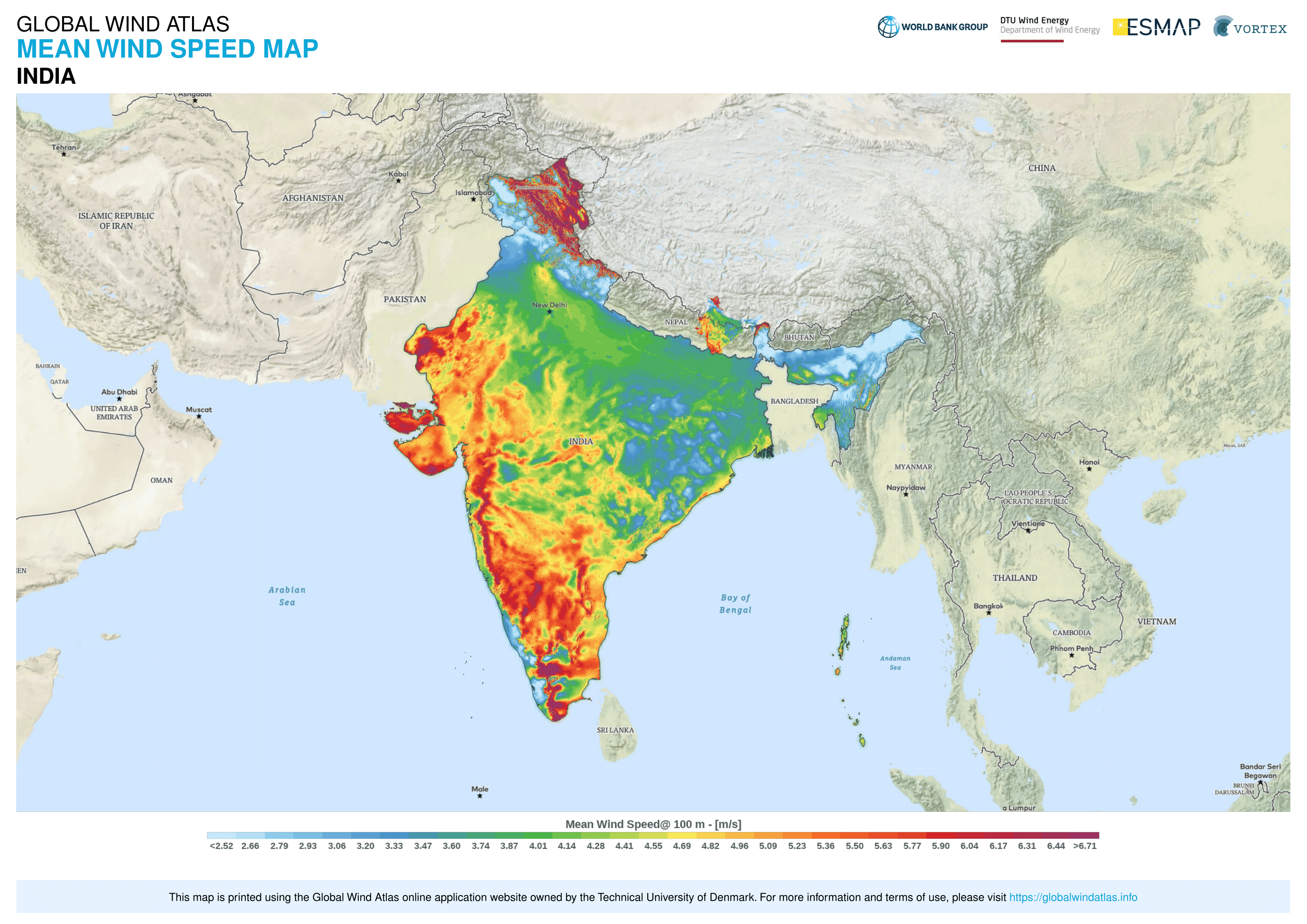
印度離地面100公尺高度的平均風速（公尺/秒）分佈圖。

印度風力發電（英語：Wind power in India）裝置容量於近年有顯著增加。截至2024年3月31日，總量已達到45.887吉瓦（GW=10億瓦）。印度的風電裝置容量位居世界第4（排名在中國、美國及德國之後，參見各國風力發電）。風力發電機主要裝置在該國南部、西部和西北部各邦。於2021年所做的一項研究，估計印度陸域風電發電潛力，在距地面100公尺的高度有302吉瓦，和距離120公尺的高度有695.50吉瓦。此估計數字顯然偏高，因為目前裝置容量平均運行容量因子僅在20%以下，而前述評估考慮的最低容量因子有30%。而在估計距離地面120公尺的695.50吉瓦潛力中，有132吉瓦的容量因子超過32%。
印度的風電成本正在迅速下降。 於2017年12月風電拍賣期間，風電均化價格創下每度（1度=1千瓦時）2.43印度盧比（2.9美分）的歷史新低（不含任何直接或間接電價補貼）。然而到2023年5月，風電拍賣均化價格升至每度3.17印度盧比（3.8美分）。印度聯邦政府於2017年12月宣佈風電拍賣價格的相關指南，以提高透明度，並最大限度降低開發商的風險。風力發電裝置僅佔風力發電廠面積的2%，有利於將多餘土地作農業、種植園等用途。風力發電廠能提供快速的頻率需量反應，將下降的電網頻率升高。

## 裝置容量
下表顯示印度自2006年起逐年的風機裝置容量與發電量。印度於2023年的風力發電量在全球排名第6（排名在中國、美國、德國、巴西及英國之後，參見各國風力發電英文版）。
| 財政年度              | 6-07  | 7-08  | 8-09   | 09-10  | 10–11  | 11–12  | 12–13  | 13–14  | 14–15  | 15–16  | 16–17  | 17–18  | 18–19  | 19–20  | 20–21  | 21–22  | 22-23  | 23-24  |
| --------------------- | ----- | ----- | ------ | ------ | ------ | ------ | ------ | ------ | ------ | ------ | ------ | ------ | ------ | ------ | ------ | ------ | ------ | ------ |
| 裝置容量 (百萬瓦，MW) | 7,850 | 9,587 | 10,925 | 13,064 | 16,084 | 18,421 | 20,150 | 22,465 | 23,447 | 26,777 | 32,280 | 34,046 | 35,626 | 37,669 | 38,785 | 40,355 | 42,633 | 45,887 |
| 發電量 (吉瓦時)       |       |       |        |        |        |        |        |        | 28,214 | 28,604 | 46,011 | 52,666 | 62,036 | 64,485 | 59,824 | 68,640 | 71,814 | 83,385 |

## 歷史
| 財政年度 | 累積發電量 (MW) |
| -------- | --------------- |
| 2005年   | 6,270           |
| 2010年   | 16,084          |
| 2014年   | 23,354          |
| 2015年   | 26,769          |
| 2016年   | 32,280          |
| 2017年   | 34,046          |
| 2018年   | 35,626          |
| 2019年   | 37,669          |
| 2020年   | 38,785          |
| 2021年   | 40,355          |
| 2022年   | 42,633          |

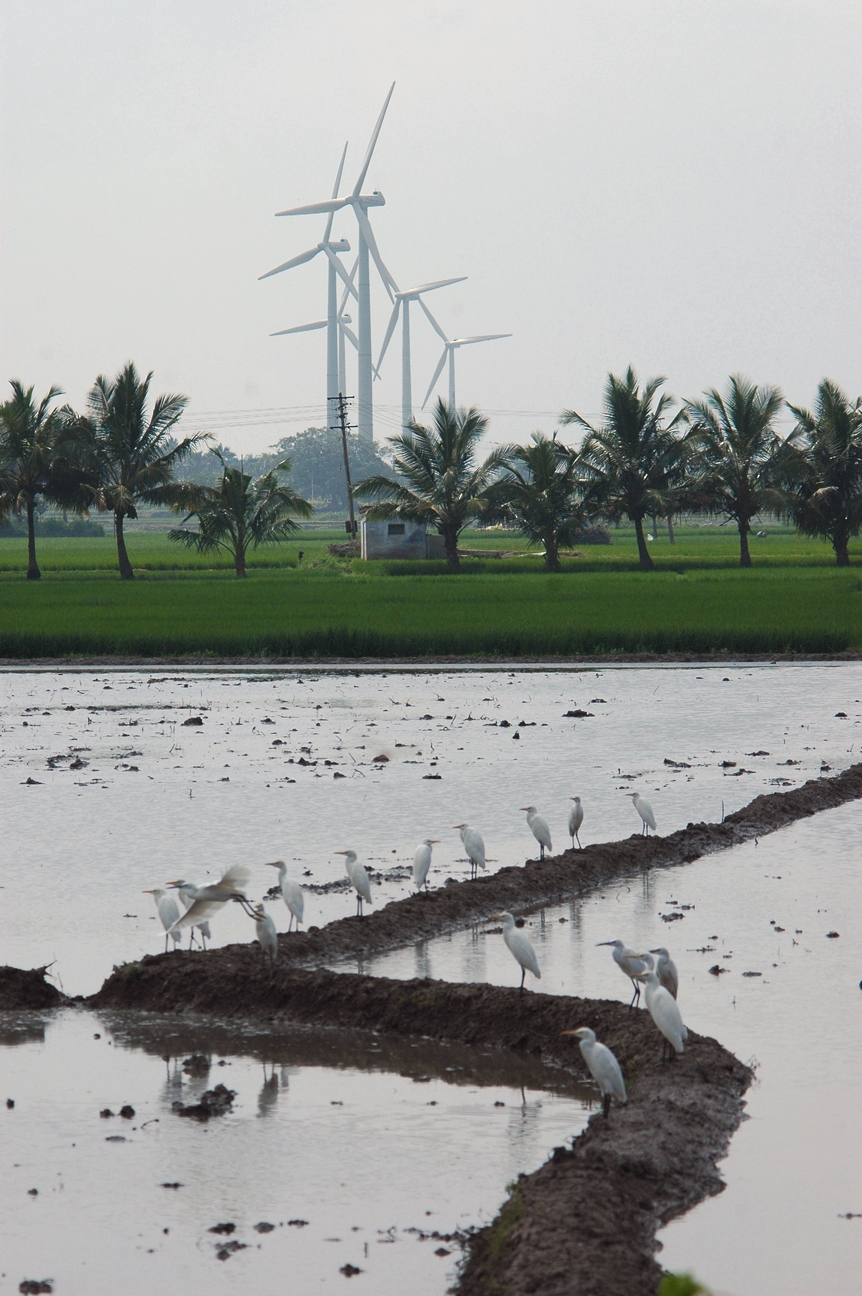
裝置於印度水稻田間的風力發電機。

印度於1952年12月開始發展風力發電，當時有位電力工程師曼尼克拉爾·桑卡爾錢德·塔克爾與印度科學與工業研究委員會（CSIR）啟動一項目，以探索利用該國風力發電的可能性。CSIR在P. Nilakantan領導之下成立風電小組委員會，任務是調查可資利用的風能，以及研究該國風能的經濟潛力。風電小組委員會在印度氣象局協助下，廣泛審查印度地面風力及其持續時間的數據，並開始對有利地點進行詳細調查，也成功開發並試驗大型木竹製的風車。
1954年9月，CSIR和聯合國教育、科學及文化組織在新德里合辦過一場太陽能和風能研討會。與會者中有來自英國的風力發電權威愛德華·威廉·戈爾丁（E. W. Golding）。戈爾丁對印度風力發電的潛力深具信心，建議在印度不同地區持續進行廣泛風速調查、設置專職人員進行發電實驗、建立專門實驗室並開發中小型風力發電機。戈爾丁的建議於1957年為CSIR採納。索拉什特拉邦和坦米爾那都邦哥印拜陀周邊地區已被確定為有前景的風力發電所在。風電小組委員會在印度各地建有20個風速測量站，除測試本土設計的風車外，並獲得一西德政府贈送的阿爾蓋爾公司6千瓦容量（6kW）風力發電機，並於1961年在古吉拉特邦波爾本達開始實驗。印度政府還考慮一項在農村地區安裝20,000多座中小型風力發電機的提議，以為灌溉水泵及偏遠建築物（如燈塔）等供電。
CSIR於1960年在邦加羅爾新成立的國家航空實驗室 (NAL) 之下設立風力發電部門。NAL和其他團體繼續在1960年代到1980年代進行風速調查，並改善對印度風能容量的估計。印度大規模開發風電始於1985年，於古吉拉特邦韋拉沃爾興建的第一個風電項目，採用荷蘭風機公司Polenko出品的一部40千瓦發電機，生產的電力併入電網。此項目由古吉拉特邦能源發展局與私有企業合資。雖然前述發電機表現不佳，但已奠下風機發電，並將電力輸入電網的基礎。 隨後印度政府在沿海地區規劃多個示範風電廠，同時啟動一項大規模確定適合風電項目地點的計劃。 於1986年在馬哈拉什特拉邦（勒德納吉里縣）、古吉拉特邦（奧卡）和坦米爾那都邦（蒂魯內爾維利）沿海地區建立示範風電廠，配備55千瓦的丹麥造維斯塔斯風力發電機。這些示範計畫取得印度新能源與再生能源部（MNRE）的支持。 於1985-86年設立的示範計畫確立該國風能計畫在技術和經濟上的可行性，而進行多年的風速調查則確定許多適合建立風電廠的地點。
於新德里泰瑞高等研究學院任教的Jami Hossain教授於2011年首次估計印度風電的發電潛力超過2,000吉瓦。隨後於2012年，由隸屬美國能源部的勞倫斯柏克萊國家實驗室 （LBNL）所做的一項獨立研究中將此點驗證。 MNRE為此成立一委員會重新評估印度的風電潛力，並透過國家風能研究所（National Institute of Wind Energy，簡稱NIWE）宣佈將印度潛在風力資源估計修訂，將距離地面100公尺高度的風電潛力從49,130MW（49.13吉瓦）修正為302,000MW（302吉瓦）。目前風力發電機的高度甚至可達到距離地面120公尺，而此高度或更高處的風力資源可能會更多。
MNRE於2015年設定該國到2022年風力發電容量目標為60,000MW（60吉瓦）。而該國於2021-22財政年度的實際裝置容量為40,355MW（40.355吉瓦，請參考下表)。
截至2017年12月，印度東部及東北地區尚無併網風電廠。
截至2017年12月，印度尚無在建離岸風電廠。但該國於2015年宣佈建立離岸風電廠的政策，NIWE在一些地點已建立氣象站和光學雷達站。印度預定建立的兩座離岸風電廠計畫，其中之一將建於坦米爾那都邦的Dhanushkodi附近（介於印度東南角及斯里蘭卡之間的海上）。

## 發電
風力發電佔印度公用事業發電總裝置容量近10%，於2022-23財政年度的發電量為71.814太瓦時（1太瓦時=1萬億瓦時），佔該國總發電量近4.43%。2022-23財政年度的容量因子接近18%（2018-19財政年度為19.33%，2017-18為16%，2016-17為19.62%，2015-16為14%）。每年有70%的風電在5月至9月的5個月期間內產生，與該國西南季風持續時間一致。印度的太陽能與風力發電呈互補形勢，因為太陽能主要在白天的非季風時段發電。而近60%的風力發電是在夜間發生，在成本方面與建立儲能系統將日間多餘太陽能電力儲存相當。
| 月份          | 北部     | 西部      | 南部      | 東部 | 東北部 | 合計 (吉瓦時) |
| ------------- | -------- | --------- | --------- | ---- | ------ | ------------- |
| 2022年4月     | 467.46   | 2,513.64  | 1,145.12  | 0    | 0      | 4,126.22      |
| 2022年5月     | 1,092.60 | 4,619.10  | 4,462.57  | 0    | 0      | 10,174.27     |
| 2022年6月     | 1,092.44 | 3,635.86  | 4,980.22  | 0    | 0      | 9,708.52      |
| 2022月7月     | 532.70   | 3,942.27  | 5,791.47  | 0    | 0      | 10,266.44     |
| 2022年8月     | 548.23   | 3,163.02  | 4,983.71  | 0    | 0      | 8,694.96      |
| 2022年9月     | 488.82   | 2,146.59  | 4,019.08  | 0    | 0      | 6,654.49      |
| 2022年10月    | 243.51   | 1,531.83  | 1,646.46  | 0    | 0      | 3,421.80      |
| 2022年11月    | 248.47   | 1,197.48  | 1,043.55  | 0    | 0      | 2,489.50      |
| 2022年12月    | 281.01   | 2,133.49  | 1,581.65  | 0    | 0      | 3,996.15      |
| 2023年1年     | 471.84   | 2,733.68  | 1,808.23  | 0    | 0      | 5,013.74      |
| 2023年2月     | 274.53   | 1,434.89  | 1,417.57  | 0    | 0      | 3,126.99      |
| 2023年3月     | 369.80   | 1,884.13  | 1,887.13  | 0    | 0      | 4,141.07      |
| 合計 (吉瓦時) | 6,111.41 | 30,935.99 | 34,766.76 | 0    | 0      | 71,814.16     |

## 印度各邦風力發電

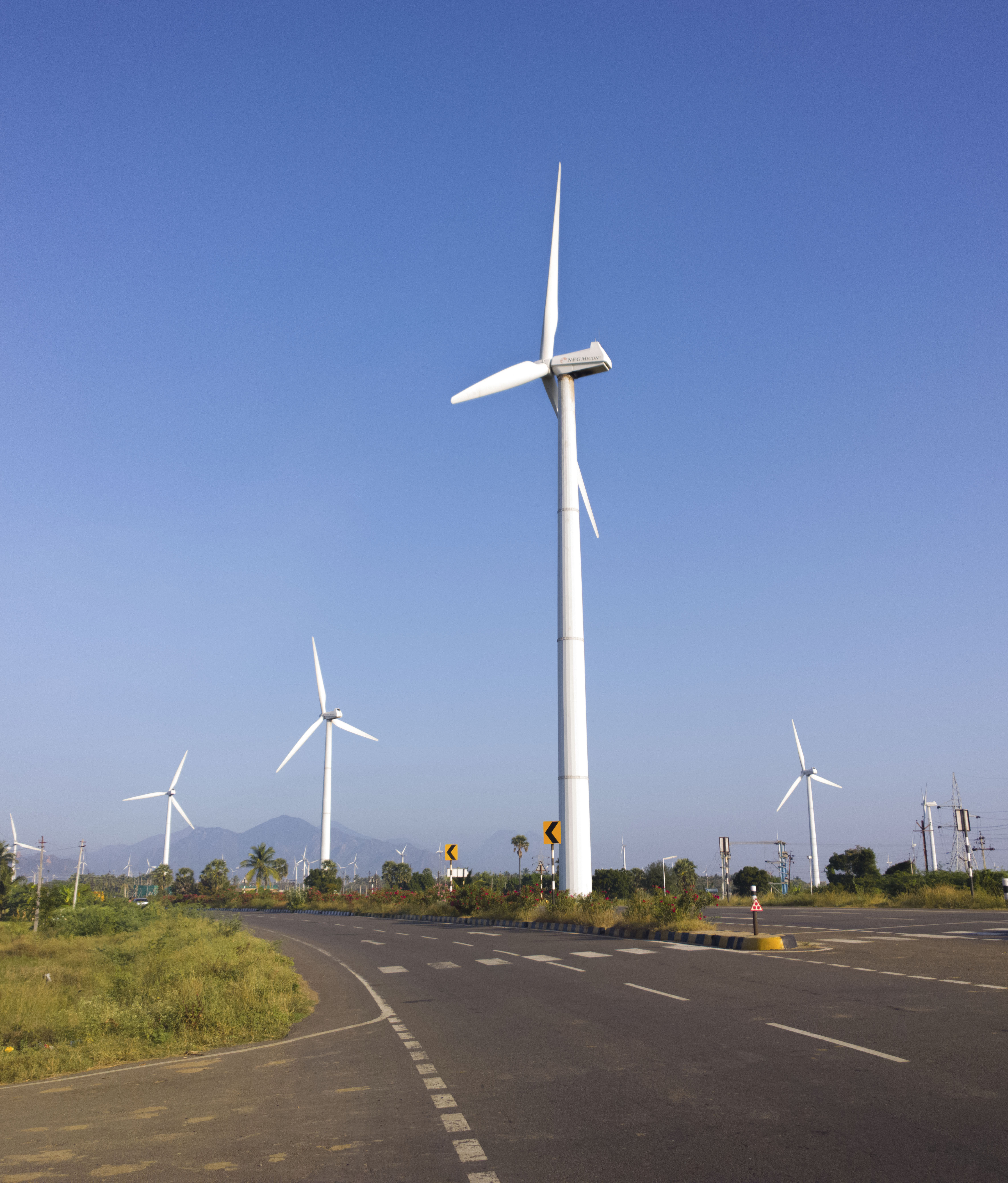
位於坦米爾那都邦的穆潘達爾風電廠。

印度各邦的風電裝置容量不斷增加中。其中古吉拉特邦裝置容量最高，其次是坦米爾那都邦。
| 邦             | 裝置容量(MW) |
| -------------- | ------------ |
| 古吉拉特邦     | 10,415.82    |
| 坦米爾那都邦   | 10,124.52    |
| 卡納塔卡邦     | 5,303.05     |
| 拉賈斯坦邦     | 5,193.42     |
| 馬哈拉什特拉邦 | 5,026.33     |
| 安德拉邦       | 4,096.65     |
| 中央邦         | 2,844.29     |
| 泰倫加納邦     | 128.10       |
| 喀拉拉邦       | 62.50        |
| 其他           | 4.30         |
| 合計           | 43,198.98    |

### 古吉拉特邦
古吉拉特邦政府重視開發再生能源，導致過去幾年邦內的風電容量急劇上升。根據官方數據，該邦的風力發電容量在過去6年中增長10倍。古吉拉特邦在全印度風電總裝置容量中所佔比例最高（約23.9%）。於2017年在名為活力古吉拉特邦峰會上簽署價值達1兆印度盧比的再生能源計畫諒解備忘錄。截至2022年11月，該邦已安裝印度最大的發電機（容量5.2MW）、輪轂離地面高度達120公尺。位於該邦的戈恩達爾有印度最高的風力發電機（容量3MW），輪轂高度離地面達160公尺。
截至2021年3月，坦米爾那都邦的風電總裝置容量為9,608MW，而古吉拉特邦的裝置容量為8,562MW，前者高出1,000MW。然而截至2023年1月，古吉拉特邦的總容量已上升至9,919MW，而坦米爾那都邦的總容量為9,964兆瓦 - 古吉拉特邦增加710MW，而坦米爾那都邦僅增加99MW。迄2023年中期，古吉拉特邦的裝置容量已超越坦米爾那都邦的。

### 坦米爾那都邦
截至2023年5月31日，坦米爾那都邦的風力發電容量僅次於古吉拉特邦的，位居印度第二（佔比約23%）。該邦政府意識到再生能源的重要性與必要性，早在1985年就成立一稱為坦米爾那都邦能源發展局(Tamil Nadu Energy Development Agency，簡稱TEDA)的獨立註冊機構。該邦在印度風力發電曾是領導者，但在2023年被古吉拉特邦超越。在2022年10月左右，坦米爾那都邦還擁有印度最大的風力發電機（容量4.2MW），但在2022年11月裡被古吉拉特邦安裝的一座5.2MW容量發電機超越。坦米爾那都邦的穆潘達爾風電廠總裝置容量為1,500MW，擁有近3,000座風力發電機，是印度最大的風力發電廠。該邦的風電總裝置容量為7,633MW，於2014-15財政年度的發電量為9.521吉瓦時，容量因子約15%。

### 奧迪薩邦
奧迪薩邦是個沿海邦，風能潛力較大。目前裝置容量為2.0MW。該邦擁有1,700MW的風力發電潛力。該邦政府正在積極推動風力發電。但並沒像其他邦那樣擴展，主要是因為該邦擁有巨大的煤碳儲量，也有許多現有和即將完工的燃煤發電廠。奧迪薩邦生產的電力超過本身所消耗的。

### 拉達克（聯邦屬地）
拉達克及其卡吉爾縣具有豐富的風能，但尚未開發。

## 印度風能項目列表
印度最大的風力發電廠（發電容量在20MW或更高）如下：

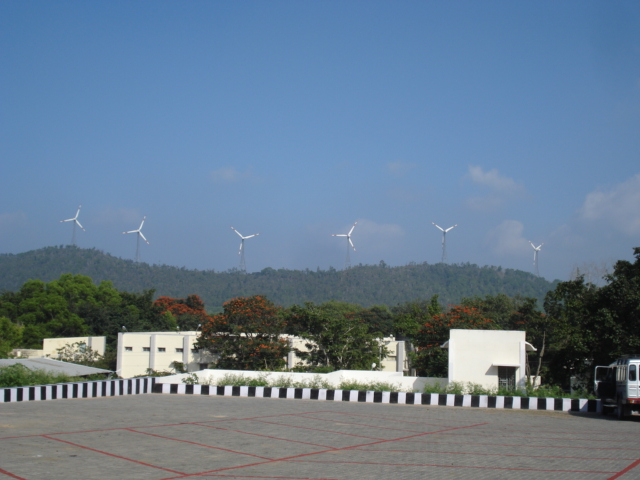
裝置於安德拉邦蒂魯馬拉山丘上的風力發電機。

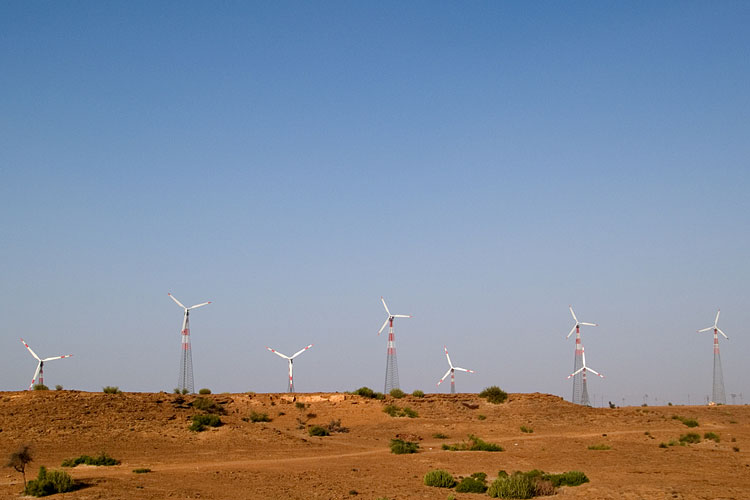
於拉賈斯坦邦的一座風力發電廠。

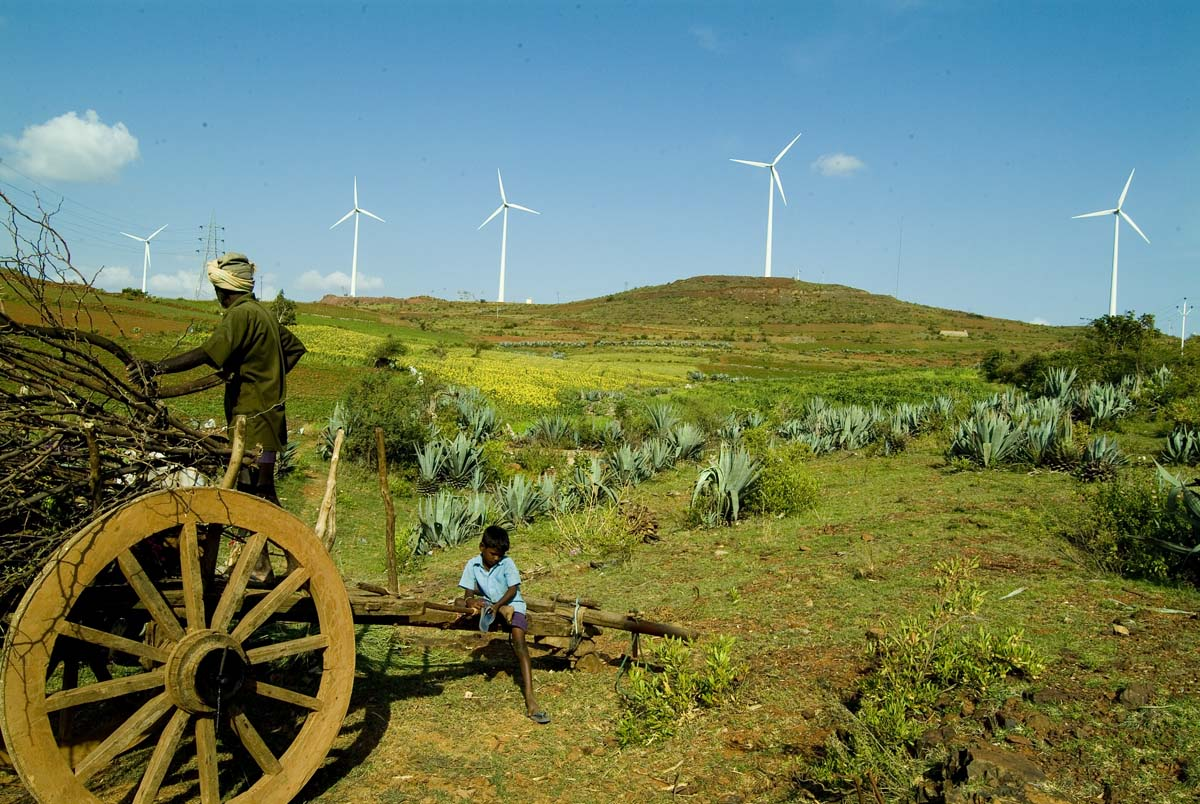
裝置於印度農莊之旁的風力發電機。

（但所列項目並不完全，敬請協助完善。）
| 風電廠                                       | 地點           | 所在邦         | 容量（MW）                             | 營運者                                                            | 參考          |
| -------------------------------------------- | -------------- | -------------- | -------------------------------------- | ----------------------------------------------------------------- | ------------- |
| 刻赤風電廠 ( 古吉拉特邦風光混合再生能源園區) | 刻赤縣         | 古吉拉特邦     | 11,500 (風能) + 11,500 (太陽能 + 風能) | 阿達尼集團蘇日隆能源                                              | [ 50 ] [ 51 ] |
| 穆潘達爾風電廠                               | 穆潘達爾       | 坦米爾那都邦   | 1500                                   | 穆潘達爾風電廠                                                    | [ 52 ]        |
| 傑伊瑟爾梅爾風電園區                         | 傑伊瑟爾梅爾   | 拉賈斯坦邦     | 1064                                   | 蘇日隆能源                                                        | [ 53 ]        |
| 布拉馬維爾風電廠（Brahmanvel windfarm）      | 圖萊           | 馬哈拉施特拉邦 | 528                                    | 帕拉克農產（Parakh Agro Industries）                              | [ 54 ]        |
| 卡耶塔魯風電廠                               | 杜蒂戈林       | 坦米爾那都邦   | 300                                    | 西門子歌美颯, 全球再生能源                                        |               |
| 達爾崗風電廠（Dhalgaon windfarm）            | 桑格利         | 馬哈拉什特拉邦 | 278                                    | 嘉德海產出口（Gadre Marine Exports）                              | [ 55 ]        |
| 凡庫薩瓦德風電園區                           | 薩塔拉區       | 馬哈拉什特拉邦 | 259                                    | 蘇日隆能源                                                        | [ 56 ]        |
| 瓦斯佩特風電廠                               | 瓦斯佩特       | 馬哈拉什特拉邦 | 144                                    | 全球再生能源                                                      |               |
| 圖爾賈普爾風電廠                             | 奧斯馬納巴德   | 馬哈拉什特拉邦 | 126                                    | 西門子歌美颯, 全球再生能源                                        |               |
| 西普拉風電廠                                 | 傑伊瑟爾梅爾   | 拉賈斯坦邦     | 102                                    | CLP風電私人（印度）公司（CLP Wind Farms (India) Private Ltd）     | [ 57 ]        |
| 桑瑪納風電廠                                 | 賈姆訥格爾     | 古吉拉特邦     | 101                                    | CLP風電私人（印度）公司                                           | [ 58 ]        |
| 貝魯古帕風電園區（Beluguppa Wind Park）      | 貝魯古帕       | 安德拉邦       | 100.8                                  | 奧蘭治再生能源（Orange Renewable）                                |               |
| 馬馬特克達風電園區（Mamatkheda Wind Park）   | 馬馬特克達     | 中央邦         | 100.5                                  | 奧蘭治再生能源                                                    |               |
| 安納塔普爾風電園區（Anantapur Wind Park）    | 尼姆巴加盧     | 安德拉邦       | 100                                    | 奧蘭治再生能源                                                    |               |
| 達曼喬迪風電廠（Damanjodi Wind Power Plant） | 達曼喬迪       | 奧迪薩邦       | 99                                     | 蘇日隆能源                                                        |               |
| 德尼風電廠                                   |                | 坦米爾那都邦   | 99                                     | CLP風電私人（印度）公司                                           | [ 59 ]        |
| 桑達蒂風電廠                                 | 貝爾高姆       | 卡納塔卡邦     | 84                                     | CLP風電私人（印度）公司                                           | [ 60 ]        |
| 賈特風電廠                                   | 賈特           | 馬哈拉什特拉邦 | 84                                     | 全球再生能源                                                      |               |
| 威爾圖里風電廠                               | 威爾圖里       | 馬哈拉什特拉邦 | 75                                     | 全球再生能源                                                      |               |
| 圖帕達哈利風電廠（Acciona Tuppadahalli）     | 奇特拉杜爾加縣 | 卡納塔克邦     | 56.1                                   | 圖帕哈利能源私人（印度）公司（Tuppadahalli Energy India Pvt Ltd） |               |
| 丹吉里風電廠                                 | 傑伊瑟爾梅爾   | 拉賈斯坦邦     | 54                                     | 印度石油有限公司                                                  |               |
| 努齊維杜種籽風電場（Nuziveedu Seeds）        | 毗摩海         | 卡納塔卡邦     | 50.4                                   | NSL再生能源私人公司（NSL Renewable Power Pvt Ltd.）               |               |
| 坎德克風電廠                                 | 艾哈邁德訥格爾 | 馬哈拉什特邦   | 50                                     | CLP風電私人（印度）公司                                           | [ 61 ]        |
| 納拉孔達風電廠                               | 納拉孔達       | 安德拉邦       | 50                                     | CLP風電私人（印度）公司                                           | [ 62 ]        |
| 貝爾查風電園區（Bercha Wind Park）           | 勒德蘭         | 中央邦         | 50                                     | 奧蘭治再生能源                                                    |               |
| 哈拉帕納哈利風電廠                           | 達瓦納傑雷     | 卡納塔卡邦     | 40                                     | CLP風電私人（印度）公司                                           | [ 63 ]        |
| 科摩林角風電廠                               | 甘尼亞古馬里縣 | 坦米爾那都邦   | 33                                     | 阿班海上探勘公司                                                  |               |
| 卡亞塔爾·蘇巴什風電廠                        | 卡耶塔魯       | 坦米爾那都邦   | 30                                     | 卡亞塔爾·蘇巴什公司                                               |               |

## 風力發電機製造
印度風電產業在政府大力推動綠色能源的政策下發展迅速。目前已有本土44家風機製造商和329種型號投入市場，其中最大的一家為蘇日隆能源。預計印度風電裝置容量於未來10年將以年均8%的速度增長，為實現淨零排放目標奠定堅實基礎。
排名在前10名的印度風機製造商如下列：
1. 蘇日隆能源（裝置容量20.05吉瓦）
2. RRB能源（英语：RRB Energy）（裝置容量20吉瓦）
3. 嘉梅沙風機私人公司（Gamesa Wind Turbines Pvt. Ltd.）（裝置容量8吉瓦）
4. 世界風電（印度）公司（Wind World India Ltd.）（裝置容量4.5吉瓦）
5. 維斯塔斯（印度）(Vestas India)（裝置容量3吉瓦）
6. 再生能源科技私人公司（ReGen Powertech Pvt. Ltd.）（裝置容量1.6吉瓦）
7. INOX風能有限公司（英语：Inox Wind Limited）（裝置容量1.6吉瓦）
8. 阿達尼集團（裝置容量1.4吉瓦）
9. 印度風電能源公司（Indowind Energy Ltd.）（裝置容量0.049吉瓦）
10. NEPC（印度）公司（NEPC India）（N/A）

雖說印度有數目不少，及甚為活躍的本土風力發電機製造商，但該國的市場中進口產品仍佔不少比例。於2019年，僅西門子歌美颯和維斯塔斯兩家公司就有45%的市場佔比，而此進口市場已被成本更為低廉的中國廠商侵蝕。迄2024年，中國的產品於印度市場佔比已達41%，此種市場份額與印度的三家大廠 - 蘇日隆能源（20%）、INOX風能（15%）和阿達尼集團（7%）的加總約略相當。而促使印度本土設備製造商蘇日隆能源副主席公開表示，中國遠景能源的產品在印度發展迅速，印度的市場受到國際廠商"入侵"，政府必須"精細平衡"以創造公平的競爭環境。
MNRE於2024年5月宣佈放寬對可用於製造綠氫的風力發電機進口限制的舉措引發政治爭議，並引發對此舉可能"門戶洞開"而讓中國產品長驅直入的擔憂。

## 風電改造專案
印度政府發佈一項風電項目改造政策，指出改造後的發電潛力約有25,406MW。政策包括有安裝額外風力發電機，每台容量至少為3MW，輪轂高度超過地面120公尺，置於現有風力發電機之間，取代少數現有渦輪機，將不會對其他既存發電機產生任何影響。 由於風剖面功率法則，升高輪轂高度還可提高發電機平均捕獲的風力。風電廠中發電機之間的間距可透過偏航系統控制來優化，最大限度將尾波效應減少，以提高發電容量密度（MW/平方公里）。透過用太陽能面板覆蓋風力發電機塔/桅杆的朝南立面，一路升高到轉子底部，將可花費不高的成本而產生額外的電力。

## 離岸風力發電廠
印度古吉拉特邦和坦米爾那都邦沿海的部分地區，海上風能潛力約為70吉瓦。截至2022年5月，尚無興建中或營運的離岸風電項目。印度已公佈建立離岸風電計畫招標詢價（RfQ）的暫定時間表。
印度於2010年開始規劃進入離岸風電領域，並於2014年開始規劃位於古吉拉特邦海岸附近的100MW示範工廠。2013年，由全球風能協會（簡稱GWEC）領導的一個專案執行團隊啟動一稱為FOWIND（促進印度海上風電）項目，目的在確定印度具海上風電開發潛力的區域，並促進此領域的研發活動。其他團隊合作夥伴中包括智庫科學、技術和政策研究中心 (CSTEP)、挪威船級社、古吉拉特邦電力有限公司(GPCL) 和世界永續能源研究所 (World Institute of Sustainable Energy ，WISE)。 該團隊除取得GPCL的共同資金外，還於2013年獲得歐盟駐印度代表團的400萬歐元補助。研發活動於2013年12月至2018年3月間進行。
項目重點放在古吉拉特邦和坦米爾那都邦，透過技術商業分析和初步資源評估來確定潛在的可開發區域，並將歐盟和印度的利益相關者間在離岸風電技術、政策、監管、產業和人力資源開發方面建立合作和知識共享平台。 FOWIND活動將有助於建立一刺激印度離岸風電相關研發活動的平台。該團隊於2015年6月16日發佈古吉拉特邦和坦米爾那都邦離岸風電廠的初步開發可行性評估報告。 印度內閣於2015年9月批准國家海上風能政策。印度新能源與再生能源部（MNRE）被指定為印度專屬經濟區內海上能源開發的負責部門。
隨後MNRE發出意向書，邀請投標者在印度開發首個1,000NW商業規模離岸風電場。首座離岸風電場的擬建位置可能位於距離康貝灣皮帕瓦夫港海岸23至40公里處，涵蓋面積約有400平方公里。
根據2024年6月20日發佈的新聞，印度已核准建設兩座離岸發電廠（每座發電容量為500MW），一座位於該國西部古吉拉特邦海岸的阿拉伯海上，生產的電力供其北部的孟買使用，另一座將位於坦米爾那都邦，接近印度半島東南端的孟加拉灣中。印度政府預計將為此兩項目投資810億美元。

## 外部連結
- How winds of change could be an alternative to coal （页面存档备份，存于）
- Energy-hungry India eyes role as "wind superpower" （页面存档备份，存于）
- Indian Wind Power – Magazine （页面存档备份，存于）